# トム・ビショフ
トム・ビショフ（Tom Bischof, 2005年6月28日 - ）は、ドイツのサッカー選手。ポジションはMF。FCバイエルン・ミュンヘン所属。

## 経歴
2022年3月19日、TSG1899ホッフェンハイムでプロデビューを果たした。
2025年1月21日、2025-26シーズンよりフリー移籍でバイエルンミュンヘンに加入されることが発表された。

## 代表歴
ドイツ代表として年代別代表に選出されている。